# Comuna Iza, Hust
Iza (în ucraineană Іза) este o comună în raionul Hust, regiunea Transcarpatia, Ucraina, formată din satele Iza (reședința) și Karpovtlaș.

## Demografie
Componența lingvistică a comunei Iza
     Ucraineană (99,33%)
     Alte limbi (0,66%)
Conform recensământului din 2001, majoritatea populației comunei Iza era vorbitoare de ucraineană (99,33%), existând în minoritate și vorbitori de alte limbi.